# Lijst van oorlogsmonumenten in Utrecht (provincie)

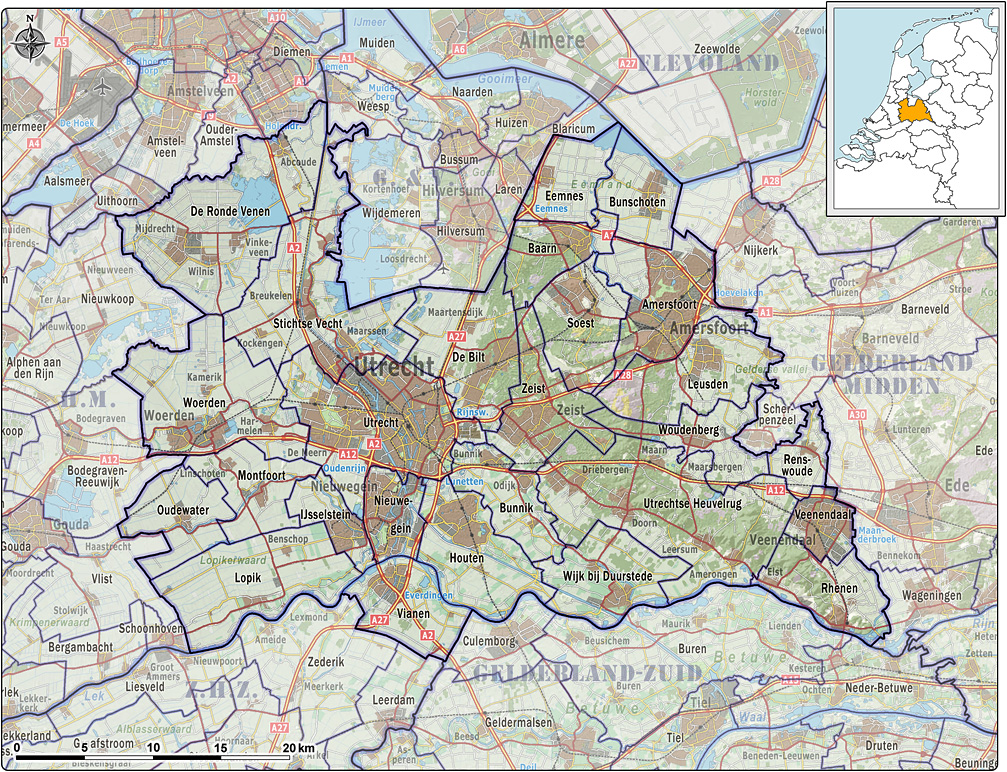
Utrecht

In de volgende gemeenten in de provincie Utrecht bevinden zich oorlogsmonumenten:
- Amersfoort
- Baarn
- Bunnik
- Bunschoten
- De Bilt
- De Ronde Venen
- Eemnes
- Houten
- IJsselstein
- Leusden
- Lopik
- Montfoort
- Nieuwegein
- Oudewater
- Renswoude
- Rhenen
- Soest
- Stichtse Vecht
- Utrecht
- Utrechtse Heuvelrug
- Veenendaal
- Vijfheerenlanden
- Wijk bij Duurstede
- Woerden
- Woudenberg
- Zeist